# 朝倉重成
朝倉 重成（あさくら しげなり）は、江戸時代前期の旗本。通称は仁左衛門。朝倉 重宣とも。

## 略歴
朝倉在重の長男として誕生。初名は重宣。
徳川秀忠に小姓膳番として仕え、寛永9年（1632年）小姓組となり200石を賜った。慶安3年（1650年）に父の在重が没すると家督（2千石）を継ぎ、それまでの200石は弟の重興に与えられた。
1653年、に肥後国熊本藩主細川六郎（のちの細川綱利）が幼少により、多賀常長と共に肥後国に赴任し、藩政を監督した。
明暦元年（1655年）徒頭となり、布衣を着ることを許された。寛文3年（1663年）、4代将軍徳川家綱の日光東照宮参拝に供をした。延宝2年（1674年）留守居番となった。
延宝4年（1676年）死去。墓所は四谷の全勝寺。法名は常照院。没後、家督は嫡男の景宣が継いだ。

## 系譜
- 父：朝倉在重（1583-1651）
- 母：越後長岡藩牧野家家臣 牧野五郎兵衛の娘
- 室：石清水八幡宮別当 善法寺幸清の娘
  - 嫡男：朝倉景宣 - 相続時に弟の景忠に3百石を分知し1千7百石。室は蒔田定正の子の旗本1千3百石蒔田定則の娘。長男の景豊が相続後に若年で死去したため、一旦断絶となったが、翌年、次男の景儀に上総下総両国中に旧知行地の一部3百石が与えられ、再興した。
  - 男子：伊東祐信 - 伊東祐久の養子
  - 男子：永田重信 - 永田久重の養子
  - 女子：安部信直室
  - 四男：朝倉重次 - 景忠。上総国内3百石。子の代に改易。